# Ole Martin Kolskogen
Ole Martin Kolskogen (Osøyro, 2001. január 20. –) norvég korosztályos válogatott labdarúgó, az Aalesund hátvédje.

## Pályafutása

### Klubcsapatokban
Kolskogen a norvégiai Osøyroban született. Az ifjúsági pályafutását az Os TF akadémiájánál kezdte.
2016-ban mutatkozott be az Os TF felnőtt keretében. 2018-ban a másodosztályban szereplő Åsanehez igazolt. 2020. január 9-én négyéves szerződést kötött az első osztályú Brann együttesével. Először a 2020. június 17-én, a Haugesund ellen 2–1-re megnyert mérkőzésen lépett pályára. A 2022-es szezonban a Jerv csapatát erősítette kölcsönben. 2023. február 21-én az Aalesundshoz írt alá.

### A válogatottban
Kolskogen az U16-os, az U17-es, az U18-as és az U21-es korosztályos válogatottakban is képviselte Norvégiát.
2021-ben debütált az U21-es válogatottban. Először a 2021. szeptember 3-ai, Ausztria ellen 3–1-re megnyert mérkőzés 90. percében, Robin Østrømöt váltva lépett pályára.

## Statisztikák
2022. november 13. szerint
| Klub              | Szezon   | Osztály     | Bajnokság | Bajnokság | Kupa  | Kupa | Nemzetközi | Nemzetközi | Összesen | Összesen |
| Klub              | Szezon   | Osztály     | Meccs     | Gól       | Meccs | Gól  | Meccs      | Gól        | Meccs    | Gól      |
| ----------------- | -------- | ----------- | --------- | --------- | ----- | ---- | ---------- | ---------- | -------- | -------- |
| Åsane             | 2018     | OBOS-ligaen | 14        | 0         | 0     | 0    | —          | —          | 14       | 0        |
| Åsane             | 2019     | 2. divisjon | 23        | 0         | 0     | 0    | —          | —          | 23       | 0        |
| Åsane             | Összesen | Összesen    | 37        | 0         | 0     | 0    | 0          | 0          | 37       | 0        |
| Brann             | 2020     | Eliteserien | 21        | 0         | 0     | 0    | —          | —          | 21       | 0        |
| Brann             | 2021     | Eliteserien | 25        | 0         | 1     | 0    | —          | —          | 26       | 0        |
| Brann             | Összesen | Összesen    | 46        | 0         | 1     | 0    | 0          | 0          | 47       | 0        |
| Jerv (kölcsönben) | 2022     | Eliteserien | 24        | 0         | 1     | 0    | —          | —          | 25       | 0        |
| Összesen          | Összesen | Összesen    | 107       | 0         | 2     | 0    | 0          | 0          | 109      | 0        |